# CLUB紳助
『CLUB紳助』（クラブしんすけ）は、朝日放送（ABCテレビ）製作のトーク番組。司会は島田紳助。製作局のABCでは1988年4月2日から1996年9月29日まで放送。
1986年10月11日から1988年3月26日までABCで放送されていた前身番組『紳助のMTVクラブ』についても記述する。

## 概要
紳助・竜介解散翌年の1986年、司会業に転向してまもない島田紳助（当時30歳）が、30代の10年間自分の思い出としてやりたいようにやる番組として開始した。
ABCでは1984年10月からMTVのミュージック・ビデオ番組を編集した音楽番組『MTV: Music Television』が放送されていたが、後期には紳助が司会を務めるトーク番組になり、トークの合間にミュージックビデオを流す形式へ移行。タイトルも『紳助のMTVクラブ』に改めた。その後、ABCとMTVが提携を解消したのに伴い、1988年4月にタイトルを『CLUB紳助』に変更した。
『紳助のMTVクラブ』時代にはトークの合間に洋楽のミュージックビデオを3曲放送していたが、『CLUB紳助』時代に入ると土曜夕方放送分はCM前に邦楽2曲、日曜深夜放送の再編集分は洋楽3曲を放送する形式となった。その後、放送時間が土曜午前から日曜深夜に変更されてからは再び洋楽を3曲流す構成になり、トークパートは過去の内容の再放送となった。トークは毎回ゲストを迎えて行われていたが、その際にゲストの所持品を視聴者プレゼントしていた。前身が音楽番組であったため、トークパートも含めて全編ステレオ放送で放送されていた。
番組開始から数年間は紳助がひとりで番組を進めていたが、後年にアシスタント制を導入。当時はまだ無名俳優であった遠山俊也がアシスタントに抜擢され、1994年から1996年まで出演した。
また収録は主に東京のスタジオが使われた。
紳助が40歳を迎えたため、1996年9月29日の放送をもって番組終了。1986年10月から前身の『紳助のMTVクラブ』から開始したシリーズは10年の放送に幕を降ろした。

## 放送時間
| 放送局          | 曜日            | 放送時間                 | 放送期間                       |
| 紳助のMTVクラブ | 紳助のMTVクラブ | 紳助のMTVクラブ          | 紳助のMTVクラブ                |
| --------------- | --------------- | ------------------------ | ------------------------------ |
| 朝日放送        | 土曜            | 17:00 - 17:55            | 1986年10月11日 - 1988年3月26日 |
| テレビ朝日      | 日曜            | 深夜（放送開始時刻不定） | 1986年11月16日 - 1988年3月27日 |
| CLUB紳助        |                 |                          |                                |
| 朝日放送        | 土曜            | 17:00 - 17:45            | 1988年4月2日 - 1990年9月29日   |
| 朝日放送        | 土曜            | 09:30 - 10:25            | 1990年10月6日 - 1991年9月28日  |
| 朝日放送        | 日曜            | 23:55 - 24:55            | 1991年10月6日 - 1996年9月29日  |
| テレビ朝日      | 日曜            | 深夜（開始時間不定期）   | 1988年4月3日 - 1993年9月26日   |
| テレビ朝日      | 水曜            | 深夜（放送開始時刻不定） | 1993年10月6日 - 1994年12月29日 |
| テレビ朝日      | 月曜            | 深夜（放送開始時刻不定） | 1995年1月10日 - 1996年3月26日  |
| テレビ朝日      | 木曜            | 深夜（放送開始時刻不定） | 1996年4月4日 - 1996年9月26日   |

## 放送リスト
サブタイトルとゲスト一覧

### 紳助のMTVクラブ

#### 1986年
| 関西放送 | ゲスト       | 副題                                               | 関東放送 |
| -------- | ------------ | -------------------------------------------------- | -------- |
| 10月11日 | 大友康平     |                                                    |          |
| 10月18日 | 上田正樹     | アニマルズに衝撃を受け、医者の志から道をはずした!? |          |
| 10月25日 | 兵藤ゆき     |                                                    |          |
| 11月2日  | 嘉門達夫     |                                                    |          |
| 11月8日  | 高樹澪       | タレントのマネージャーをやってみたい               |          |
| 11月15日 | 売野雅勇     | 周囲ではあまり“話さない人”                         | 11月16日 |
| 11月22日 | 宇崎竜童     | バイク仲間とニュージーランドにツーリング           | 11月23日 |
| 11月29日 | アン・ルイス | ギター弾く人が大好き                               | 11月30日 |
| 12月6日  | 白井貴子     |                                                    | 12月7日  |
| 12月13日 | 爆風スランプ |                                                    | 12月14日 |
| 12月20日 | 鈴木雅之     |                                                    | 12月21日 |
| 12月27日 | 時任三郎     |                                                    | 12月28日 |

#### 1987年
| 関西放送 | ゲスト             | 副題                                                                    | 関東放送 |
| -------- | ------------------ | ----------------------------------------------------------------------- | -------- |
| 1月4日   | 井筒和幸           |                                                                         | 1月4日   |
| 1月10日  | 西川のりお         |                                                                         | 1月11日  |
| 1月17日  | うじきつよし       |                                                                         | 1月18日  |
| 1月24日  | 阿久悠             |                                                                         | 1月25日  |
| 1月31日  | 石橋凌             | 高校時代は、アルバイトとロックバンドと学校生活の3足のわらじに大忙し     | 2・1     |
| 2月7日   | 円広志             |                                                                         | 2月8日   |
| 2月14日  | 林哲司             | 大好きだった女の子にそっくりだった南沙織に曲をつくったエピソード        | 2月15日  |
| 2月21日  | 忌野清志郎         | フォークに狂った高校時代の思い出を語る                                  | 2月22日  |
| 2月28日  | 松本恵二           | レーサーになったきっかけと現在コーチを務めている岩城滉一の話            | 3月1日   |
| 3月7日   | 今井美樹           | 「おしり見せちゃった」のひと言が…!?                                     | 3月8日   |
| 3月14日  | 陣内孝則           | ベンツを購入したけれどG.S.でビビッた                                    | 3月15日  |
| 3月22日  | おすぎとピーコ     | ゲイ、ホモ、レズビアン、おかまの違いを大説明                            | 3月22日  |
| 3月28日  | 石川秀美           | 早く結婚がしたいナ!?                                                    | 3月29日  |
| 4月4日   | 世良公則           | ロックをやりたくて大阪にやってきた苦労話                                | 4月5日   |
| 4月12日  | 紺野美沙子         | 男がいちばん困るタイプ                                                  | 4月12日  |
| 4月18日  | 三田寛子           | ラップに包んだ私の写真はイヤ!!                                          | 4月19日  |
| 4月25日  | 明石家さんま       | きょうは正直に話そう さんまと紳助のなじり合い                           | 4月26日  |
| 5月2日   | 森田芳光           | 実はミーハーで商売熱心                                                  | 5月3日   |
| 5月9日   | 寺内タケシ         | ギターに狂い親に勘当された日も                                          | 5月10日  |
| 5月17日  | 立川談志           | 落語にひと目ぼれだったんだよね                                          | 5月17日  |
| 5月23日  | 林海象             | 映画監督は、いちばん楽しい職業                                          | 5月24日  |
| 5月30日  | 吉川晃司           | ひとつのことを夢中になれる吉川晃司の人生論                              | 5月31日  |
| 6月6日   | 竹田和夫           | 音楽が苦手な紳助が聞き入るギタリスト竹田和夫と音楽談義                  | 6月7日   |
| 6月13日  | 板東英二           | 今や役者が本業に!!元有名プロ野球選手板東が語る野球界のウラ話            | 6月14日  |
| 6月20日  | 清水宏次朗         | 意外な理由で仕事をキャンセル!?高所恐怖症、清水宏次朗の素顔              | 6月21日  |
| 6月27日  | 江波杏子           | 現在不倫中という江波が恋愛術を講義                                      | 6月28日  |
| 7月4日   | 中村雅俊           | 英語劇クラブ入部が運のツキ?ユニーク人間、中村雅俊の素顔                 | 7月5日   |
| 7月11日  | 仲村トオル         | 番組忘れてモデルガン遊び！の熱中度 クセになりそで“あぶない”仲村トオル   | 7月12日  |
| 7月18日  | おすぎとピーコ     |                                                                         | 7月19日  |
| 7月25日  | 布施明             | オリビア・ハッセーとの出会い、結婚生活について語る                      | 7月26日  |
| 8月1日   | マルタ             | 自分の曲が使われているタバコのCMに登場するレーサーと間違われ…           | 8月2日   |
| 8月8日   | 鴻上尚史           | 東京と大阪の笑い、芝居やテレビに対する視聴者の受けの態度について大討論  | 8月9日   |
| 8月15日  | トップス           | 前身が関西出身のバンドで紳助とは顔なじみ                                | 8月16日  |
| 8月22日  | 沢田研二           | ケガして充電できた!!                                                    | 8月23日  |
| 8月29日  | 山田詠美           | 明治大時代のまんが研究会での秘話や風俗業での体験談を語る                | 8月30日  |
| 9月5日   | あき竹城           | 独身は気楽と言いながらも好みの男性のタイプを次から次に                  | 9月6日   |
| 9月12日  | 風間深志           | オートバイで北極点を制覇した冒険野郎・風間深志が46日間の苦闘を語る      | 9月13日  |
| 9月19日  | 内田春菊           | 親に猛反対され、漫画家になるために家出                                  | 9月20日  |
| 9月26日  | 熊谷真実           | また結婚したいと思っています                                            | 9月27日  |
| 10月3日  | 本田美奈子         | 美奈子が菅原文太にラブコール! レーサーよりもトラック野郎が好み!?        | 10月4日  |
| 10月10日 | 村上里佳子         | 同時に何人もの人とはつきあえないタイプなの                              | 10月11日 |
| 10月17日 | トップス           |                                                                         | 10月18日 |
| 10月24日 | 永島敏行           | 高校時代は野球部で他校の掛布と篠塚としのぎを削った                      | 10月25日 |
| 11月1日  | 赤塚不二夫         | 生きていること自体がギャグみたい                                        | 11月1日  |
| 11月7日  | 川藤幸三           | 球界の裏話や野球への思いを語る浪花の春団治                              | 11月7日  |
| 11月14日 | 小林ひとみ         | やっぱり普通の映画は格調があっていいワ 学生を中心に人気の高いビデオ女優 | 11月15日 |
| 11月21日 | 戸川純             | いじめられっ子だった……                                                  | 11月22日 |
| 11月28日 | 八名信夫           | 六大学に憧れて……                                                        | 11月29日 |
| 12月5日  | 岸本加世子         | 岸本家のもめごとを…                                                     | 12月6日  |
| 12月12日 | ケント・デリカット | バイクでロッキー山脈を越そうと約束                                      | 12月13日 |
| 12月19日 | 鈴木聖美           | 2児の母はボーカルにも色気                                               | 12月20日 |
| 12月26日 | 根津甚八           | 同じ趣味を持つ紳助と熱っぽいオートバイ談義                              | 12月27日 |

#### 1988年
| 関西放送 | ゲスト           | 副題                                                           | 関東放送 |
| -------- | ---------------- | -------------------------------------------------------------- | -------- |
| 1月9日   | 松崎しげる       | ほかの仕事をセーブしても歌に賭けたい                           | 1月10日  |
| 1月16日  | 加藤博一         | 紳助と飲み友達の加藤が野球界の暴露話を披露                     | 1月17日  |
| 1月23日  | 小勝郷右         | ブラジルへ花火修業                                             | 1月24日  |
| 1月30日  | 加藤登紀子       | 意外!加藤登紀子の暗い少女時代 60年安保闘争が変身のきっかけ?    | 1月31日  |
| 2月6日   | 小林亜星         | ハワイで溺れた話や30キロ減量の話                               | 2月7日   |
| 2月13日  | ミッキーカーチス | 自分の手製のバイクをスタジオで披露                             | 2月14日  |
| 2月20日  | 徳永英明         | 好きな女の子の前で必死のケンカ 徳永英明が関西弁で少年のころを! | 2月21日  |
| 2月27日  | 中村勘九郎       | 歌舞伎の世界をもっと若い人に! 中村勘九郎がジーンズ姿で芸を語る | 2月28日  |
| 3月5日   | 中村泰士         | 作曲家に転向して成功                                           | 3月6日   |
| 3月12日  | 桑名正博         | 今年は音楽活動一本で                                           | 3月13日  |
| 3月19日  | 赤井英和         | 今後はタレントとして活躍したい 浪花のロッキーはタレント転身    | 3月20日  |
| 3月26日  | 森田由加里       | 森田由加里は吉本にぴったり!?                                   | 3月27日  |

### CLUB紳助

#### 1988年
| 関西放送 | ゲスト                     | 副題                                         | 関東放送 |
| -------- | -------------------------- | -------------------------------------------- | -------- |
| 4月2日   | 峰さを理                   | 峰さを理の(秘)宝塚                           | 4月3日   |
| 4月9日   | 関口誠人                   | 元CCBの関口誠人                              | 4月10日  |
| 4月16日  | 日野皓正                   | 日野皓正の恋愛論                             | 4月17日  |
| 4月23日  | 森高千里                   | 熊本っ子 森高千里                            | 4月24日  |
| 4月30日  | 岡田真澄                   | 岡田真澄と男の夢                             | 5月1日   |
| 5月8日   | 奥田瑛二                   | 奥田瑛二の恋愛講座                           | 5月8日   |
| 5月15日  | BORO                       | 『大阪で生まれた女』は十八番まで             | 5月15日  |
| 5月21日  | 野沢直子                   | 野沢直子の吉本秘話                           | 5月22日  |
| 5月28日  | 上岡龍太郎                 | 上岡龍太郎毒舌合戦                           | 5月29日  |
| 6月4日   | ぼんちおさむ               | おさむちゃんでーす                           | 6月5日   |
| 6月11日  | 渡辺裕之                   | 渡辺裕之の硬派入門                           | 6月12日  |
| 6月18日  | 西田敏行                   | 西田敏行の中国珍道中                         | 6月19日  |
| 6月25日  | 梨元勝                     | 梨元勝の芸能記者魂                           | 6月26日  |
| 7月2日   | 立花理佐                   | 浪速の16歳、立花理佐                         | 7月3日   |
| 7月9日   | 京本政樹                   | 仮面ライダー京本政樹                         | 7月10日  |
| 7月16日  | 何人トリオ                 | 何人トリオの貧乏物語                         | 7月17日  |
| 7月23日  | 堀内孝雄                   | 男の身勝手?堀内孝雄                          | 7月24日  |
| 7月30日  | クラッシュギャルズ         | 今度会うときはワンレンよ                     | 7月31日  |
| 8月6日   | 坂田明                     | 女性にモテたくて…                            | 8月7日   |
| 8月13日  | 憂歌団                     | 結成16年、ブルース一筋、地道な活動           | 8月14日  |
| 8月20日  | せんだみつお               | タモリと10年で立場逆転                       | 8月21日  |
| 8月27日  | 山下久美子                 | 久美子にもスランプあるの!?                   | 8月28日  |
| 9月3日   | 堀江謙一                   | ヨット冒険家が語る男のロマンあふれる話       | 9月4日   |
| 9月10日  | 渡辺典子                   | 婚姻届提出?渡辺典子                          | 9月11日  |
| 9月17日  | 原田大二郎                 | 仕事でツライと思ったことは一度もない         | 9月18日  |
| 9月24日  | 三浦真一郎                 | 17年間の審判員時代の(秘)エピソード           | 9月25日  |
| 10月1日  | 桃色豚豚（ピンクトントン） | 将来は結婚して母親になる夢を語る             | 10月2日  |
| 10月8日  | 高石ともや                 | トライアスロンを真剣に取り組むミュージシャン | 10月9日  |
| 10月15日 | 渡辺英樹                   | 愛車が壊れたせいで暗くなった                 | 10月16日 |
| 10月22日 | ダウンタウン               | 東京でもなんとか成功したい                   | 10月23日 |
| 10月29日 | 川谷拓三                   | 酒に酔って小林旭にケンカを売ったエピソード   | 10月30日 |
| 11月5日  | 津川雅彦                   | 津川雅彦の愛と子供の教育                     | 11月6日  |
| 11月12日 | 日比野克彦                 | 日比野克彦現代美術入門講座                   | 11月13日 |
| 11月19日 | マッド・アマノ             | パロディーの世界                             | 11月20日 |
| 11月26日 | 清水ひとみ                 | ストリップの星                               | 11月27日 |
| 12月3日  | 岩城滉一                   | ミニバイク150分耐久レース                    | 12月4日  |
| 12月10日 | ジャガー横田               | ローラーで活躍                               | 12月11日 |
| 12月17日 | バブルガムブラザーズ       | ライブ後の女の子を誘い出すナンパテクニック   | 12月18日 |
| 12月24日 | 千石清一                   |                                              | 12月25日 |

#### 1989年
| 関西放送 | ゲスト             | 副題                                 | 関東放送 |
| -------- | ------------------ | ------------------------------------ | -------- |
| 1月14日  | 伊丹十三           | 新作ホラー映画完成                   | 1月15日  |
| 1月21日  | 畑正憲             | ゆかいな仲間たち                     | 1月22日  |
| 1月28日  | 太地喜和子         | いい女とは?                          | 1月29日  |
| 2月4日   | タケカワユキヒデ   | 6人の子供をもつ芸能界屈指の子煩悩    | 2月5日   |
| 2月11日  | 山本晋也           | 映画の楽しみ方                       | 2月12日  |
| 2月18日  | オスマン・サンコン |                                      | 2月19日  |
| 2月25日  | ラサール石井       | 受験戦争秘話                         | 2月26日  |
| 3月5日   | かまやつひろし     | かまやつひろしのフォーク話           | 3月5日   |
| 3月11日  | 森末慎二           | スポーツ振興談議                     | 3月12日  |
| 3月18日  | BaBe               | 男女交際術の秘密                     | 3月19日  |
| 3月25日  | 小林繁             |                                      | 3月26日  |
| 4月1日   | 野々村真           | 芸能人経済学入門                     | 4月2日   |
| 4月8日   | 清水健太郎         | 正真正銘の硬派が語る「男のロマン」   | 4月9日   |
| 4月15日  | 田中義剛           | 君に心のビンタを                     | 4月16日  |
| 4月22日  | 平田満             | 芝居の苦労と楽しみ                   | 4月23日  |
| 4月29日  | 野平祐二           | 競馬の面白さとは                     | 4月30日  |
| 5月6日   | 富田靖子           | 20歳の夢を語る                       | 5月7日   |
| 5月14日  | 家田荘子           | エイズ傾向と対策                     | 5月14日  |
| 5月20日  | 藤原儀彦           | 新星二輪ライダー                     | 5月21日  |
| 5月27日  |                    | ミニバイク120分耐久レース            | 5月28日  |
| 6月3日   | 戸川京子           | トレンディーな生活                   | 6月4日   |
| 6月10日  | 河島英五           | 一人旅の楽しさ                       | 6月11日  |
| 6月17日  | 中野浩一           | 思い通りの人生                       | 6月18日  |
| 6月24日  | デーモン小暮       | 悪魔の私生活                         | 6月25日  |
| 7月1日   | 秋元康             | 33歳おっさん症候群                   | 7月2日   |
| 7月8日   | 前川清             | 長崎、演歌、バイク                   | 7月9日   |
| 7月15日  | 高田純次           | 8耐の楽しみ方                        | 7月16日  |
| 7月29日  | 高杢禎彦           | チェッカーズ秘話                     | 7月30日  |
| 8月5日   | 前田亘輝           | 湘南出身?波乗りチューブ              | 8月5日   |
| 8月11日  | 工藤夕貴           | アメリカでの撮影体験と恋愛話         | 8月12日  |
| 8月18日  | 小林千絵           | 小林千絵&鈴鹿8耐リポート             | 8月19日  |
| 8月25日  | 斉藤仁             | 純情少年柔道一直線                   | 8月26日  |
| 9月2日   | 嶋田久作           | 嶋田久作が語る帝都大戦秘話           | 9月3日   |
| 9月9日   | 掛布雅之           |                                      | 9月9日   |
| 9月16日  | 宮城光 宗和孝弘    | 宮城・宗和の爆笑サーキット           | 9月17日  |
| 9月23日  | 月亭八方           | 八方流借金哲学                       | 9月24日  |
| 9月30日  | 青島幸男           | 夢の中の開票速報                     | 10月1日  |
| 10月7日  | 野坂昭如           | 元祖プレイボーイ                     | 10月8日  |
| 10月14日 | 武豊               | 20歳で一億円稼ぐ天才騎手の地味な生活 | 10月15日 |
| 10月21日 | 本木雅弘           | 華麗なる役者への転身                 | 10月22日 |
| 10月28日 | 斉藤由貴           | 動物好きの純情派                     | 10月29日 |
| 11月4日  | 間下このみ         | 小学5年の世界                        | 11月5日  |
| 11月11日 | 楳図かずお         | グワシの世界                         | 11月12日 |
| 11月18日 | 吉永みち子         | 競馬と作家活動                       | 11月19日 |
| 11月25日 | 大木トオル         | 本場のブルース                       | 11月26日 |
| 12月2日  | 大森一樹           | 新作ゴジラの勝算                     | 12月3日  |
| 12月9日  | 杉浦貞             | 平成元年の紙芝居師                   | 12月10日 |
| 12月16日 | 大島智子           | 互いの素行を暴く?                    | 12月17日 |
| 12月23日 | 小林千絵           | うじきつよしと総集編                 | 12月24日 |

#### 1990年
| 関西放送 | ゲスト               | 副題                                   | 関東放送 |
| -------- | -------------------- | -------------------------------------- | -------- |
| 1月6日   | 小林千絵             | 小林亜星、小林千絵 他                  | 1月7日   |
| 1月13日  | 丹波哲郎             | 大霊界の基礎講座                       | 1月14日  |
| 1月20日  | ジョニー広瀬         | 本物マジック                           | 1月21日  |
| 1月27日  | 大沢誉志幸           | 今昔バンド天国                         | 1月28日  |
| 2月3日   | 安藤和津             | 奥田瑛二の妻が語る日本一幸せな結婚生活 | 2月4日   |
| 2月10日  | 福井敏雄             | 天気予報官の老後                       | 2月11日  |
| 2月17日  | 内田あかり           | 今、熟女の季節                         | 2月18日  |
| 2月24日  | C・W・ニコル         | 日本が大好き                           | 2月25日  |
| 3月3日   | 芹沢信雄             | 初心者ゴルフ入門                       | 3月4日   |
| 3月10日  | ラッキィ池田         | 振付師の(秘)告白                       | 3月11日  |
| 3月17日  | 小松左京             | 花博の仕掛け人登場                     | 3月18日  |
| 3月24日  | 加賀まりこ           | 恋愛はワザよね                         | 3月25日  |
| 3月31日  | 若松                 | プロなら投げ飛ばせ                     | 4月1日   |
| 4月7日   | 吉村明宏 千葉美加    | 人脈の術                               | 4月8日   |
| 4月14日  | 清水国明             | 丸くなったらアカン                     | 4月15日  |
| 4月21日  | 香川伸行             | 下半身に感謝したい                     | 4月22日  |
| 4月28日  | 間寛平 島田洋七      | 父親参観はつらい                       | 4月29日  |
| 5月5日   | 泉ピン子             | 気どるとボロが出る                     | 5月6日   |
| 5月12日  | 北尾光司             | G馬場の乗車方法                        | 5月13日  |
| 5月19日  | 河合奈保子           | 車で土地を探しとる                     | 5月20日  |
| 6月2日   | 山口良一 池田政典    | バイク命                               | 6月3日   |
| 6月9日   | ジョー山中           | 若者バンドに喝                         | 6月10日  |
| 6月16日  | 稲尾和久             | 野球と芸能界と税金                     | 6月17日  |
| 6月23日  | 若林正人             | 久米宏のけん制球は                     | 6月24日  |
| 6月30日  | 桐島かれん           | イヤな奴ほど美人                       | 7月1日   |
| 7月7日   | 加納典明             | 写真家はオイシイ?                      | 7月8日   |
| 7月14日  | 南こうせつ           | 地球防衛軍志願                         | 7月15日  |
| 7月21日  | カルロス・トシキ     | 日本の15倍                             | 7月22日  |
| 7月28日  | 藤子不二雄A          | お盆興行の恐怖                         | 7月29日  |
| 8月4日   | 役所広司             | 苦しい時に嫁もらえ                     | 8月5日   |
| 8月11日  | 東尾修               | 東尾修 鈴鹿8耐リポート                 | 8月12日  |
| 8月18日  | 安藤忠雄             | 安藤忠雄 鈴鹿8耐リポート               | 8月19日  |
| 8月26日  | ジェフ・バーグランド |                                        | 8月26日  |
| 9月1日   | 中島啓江             | 人生色々先生が色々                     | 9月2日   |
| 9月8日   | 生島ヒロシ           | 業界の派閥と談合                       | 9月9日   |
| 9月15日  | 中村あゆみ           | 年下の男大スキ                         | 9月16日  |
| 9月29日  | ジュディ・オング     | 家庭的とは?                            | 9月30日  |
| 10月6日  | 田中健               | 音楽と妻について…                      | 10月7日  |
| 10月13日 | 松尾貴史             | 大阪弁で報道すな                       | 10月14日 |
| 10月20日 | 出光ケイ             | ライバルは裏番組                       | 10月21日 |
| 10月27日 | 島田陽子             | 友情出演の裏側                         | 10月28日 |
| 11月3日  | 杉本彩               | 女が性格イガむ時                       | 11月4日  |
| 11月10日 | 山本政志             | 大阪と香港の距離                       | 11月11日 |
| 11月17日 | 原健三郎             | 日本の政治ほど…                        | 11月18日 |
| 11月24日 | かとうれいこ         | Eカップ伝説                            | 11月25日 |
| 12月1日  | 山本和行             | 欲しいモノVS愛妻                       | 12月2日  |
| 12月8日  | 渡辺正行             | 自分の家がコワイ                       | 12月9日  |
| 12月15日 | 織田裕二             | 危険大好き男の夢                       | 12月16日 |
| 12月22日 | 水野晴郎             | 看板はずせ某監督                       | 12月23日 |

#### 1991年
| 関西放送 | ゲスト                | 副題                         | 関東放送 |
| -------- | --------------------- | ---------------------------- | -------- |
| 1月5日   | 楠田枝里子            | 会員権担保闘争               | 1月6日   |
| 1月12日  | 畑恵                  | 優等生壊滅詐欺説法           | 1月13日  |
| 1月19日  | 原田信夫              | 仏刑務所緊急入獄             | 1月20日  |
| 1月26日  | 織作峰子              | 被写体拒否のてん末           | 1月27日  |
| 2月2日   |                       | 琵琶湖畔絶叫バトル           | 2月3日   |
| 2月9日   | 大西結花              | 男がデキナイ理由             | 2月10日  |
| 2月16日  | なぎら健壱            | 大阪人ナゼ嫌う?              | 2月17日  |
| 2月23日  | 篠田正浩              | 日本映画が滅びる日           | 2月24日  |
| 3月2日   | 森毅                  | おばあさんナンパ大作戦       | 3月3日   |
| 3月9日   | 渋谷天笑 曽我廼家文童 | 寛美はん！あとはまかして！   | 3月10日  |
| 3月16日  | 榎木孝明              | 結婚デキル人偉い             | 3月17日  |
| 3月23日  | 沢田知可子            | 紳助に会いたい               | 3月24日  |
| 3月30日  | 山本コウタロー        | 独立国構想                   | 3月31日  |
| 4月6日   | 高見恭子              | 男と女の愛の違い             | 4月7日   |
| 4月13日  | 原田芳雄              | オレ流息子の教育法           | 4月14日  |
| 4月20日  | 三田佳子              | どっちがブス論争             | 4月21日  |
| 4月27日  | 東山紀之              | 芸能界の怖い人たち           | 4月28日  |
| 5月4日   | 山下元利              | 永田町政治を斬る             | 5月5日   |
| 5月11日  | 黒柳徹子              | トットの恋愛体験?            | 5月12日  |
| 5月18日  | 室田日出男            | 初トークの恐怖               | 5月19日  |
| 5月25日  | 妹尾河童              | 懲りない舞台美術             | 5月26日  |
| 6月1日   | 増田恵子              | アノ時 私は疲れて            | 6月2日   |
| 6月8日   | 黒田清                | 記者が飲みたい時             | 6月9日   |
| 6月15日  | 小柳ルミ子            | ダンナとヘア騒動             | 6月16日  |
| 6月22日  | ヒロコ                | 全米の男と私                 | 6月23日  |
| 6月29日  | 左とん平              | 爆笑・不良交遊録             | 6月30日  |
| 7月6日   | 柏原芳恵              | この年で知った味             | 7月7日   |
| 7月13日  | 海老一染之助・染太郎  | 太神楽の“お染ブラザーズ”参上 | 7月14日  |
| 7月20日  | 高橋ひとみ            | 私ってオカマ?                | 7月21日  |
| 7月27日  | 山本リンダ            | 感涙の盛衰人生               | 7月28日  |
| 8月3日   | 野田秀樹              | こんな役者大嫌い             | 8月4日   |
| 8月10日  | 引田天功              | 爆笑、手品バトル             | 8月11日  |
| 8月17日  | 藤波辰巳              |                              |          |
| 8月24日  | 岡本夏生              | 爆笑ハイレグ物語             | 8月25日  |
| 8月31日  | 草刈正雄              | 女が遠ざかる理由             | 9月1日   |
| 9月7日   | 林葉直子              | 名人爆笑、珍対局             | 9月8日   |
| 9月14日  | 中山正暉              | 日本の黒幕は誰だ?            | 9月15日  |
| 9月21日  | 原田知世              | 久々の冷戦バトル             | 9月22日  |
| 9月28日  | 秋野暢子              | キレイな男大嫌い             | 9月29日  |
| 10月6日  | 島崎俊郎              | 業界給料明細秘話             | 10月6日  |
| 10月13日 | 江口洋介              | 親に迷惑かけました不良少年!? | 10月13日 |
| 10月20日 | 佐藤B作               | ケンカ中の紳助にビビッた！   | 10月27日 |
| 10月27日 | 島田歌穂              | 爆笑、男女考案               | 10月27日 |
| 11月3日  | ルー大柴              | 激突、芸人根性               | 11月3日  |
| 11月10日 | 五十嵐いづみ          | これが正しい青春映画だ       | 11月10日 |
| 11月17日 | 酒井法子              | のりピーのストロー進呈?      | 11月17日 |
| 11月24日 | 小林聡美              | 女体盛りって何?              | 11月24日 |
| 12月1日  | 筒井信隆              | 議員筒井信隆大いにほえる     | 12月1日  |
| 12月8日  | 内藤剛志              | 映画監督を目指してたんです   | 12月8日  |
| 12月15日 | 高木美保              | キスの大嵐?潤む高木美保      | 12月15日 |
| 12月22日 | 福留功男              | 留さんの業界フリーの泳ぎ方   | 12月22日 |

#### 1992年
| 関西放送 | ゲスト         | 副題                       | 関東放送 |
| -------- | -------------- | -------------------------- | -------- |
| 1月5日   | 藤田朋子       | タクシーの悲劇             | 1月5日   |
| 1月12日  | 渡嘉敷勝男     | 渡嘉敷の浪花節だよ業界は   | 1月12日  |
| 1月19日  | 吉村作治       | 和製インディ・ジョーンズ   | 1月19日  |
| 1月26日  | 千堂あきほ     | 千堂あきほのナンパ事件?    | 1月26日  |
| 2月2日   | 田尾安志       | 田尾の予想は阪神優勝??     | 2月2日   |
| 2月9日   | あおい輝彦     | UFOに遭遇?あおい輝彦       | 2月9日   |
| 2月16日  | 池畑慎之介     | 3つの顔を持つ池畑慎之介    | 2月16日  |
| 2月23日  | 火野正平       | 口説きワザ伝授?火野正平    | 2月23日  |
| 3月1日   | 秋吉久美子     | 秋吉久美子のワガママ秘話   | 3月1日   |
| 3月8日   | ジミー大西     | 温泉宿にジミーの青春爆発   | 3月8日   |
| 3月22日  | 財津一郎       | 怪優のパワー源             | 3月22日  |
| 3月29日  | 浅香唯         | 恐怖のゲーム中毒           | 3月29日  |
| 4月5日   | 大仁田厚       | 胸いっぱいの男             | 4月5日   |
| 4月12日  | 蓮舫           | 急所の突き方外し方         | 4月12日  |
| 4月19日  | 瀬川瑛子       | 玄関入るとトラ?            | 4月19日  |
| 4月26日  | ショー・コスギ | 米国無頼伝                 | 4月26日  |
| 5月3日   | 松居直美       | 二日酔いの悲劇             | 5月3日   |
| 5月10日  | やしきたかじん | 機動戦士やしきたかじん?    | 5月10日  |
| 5月17日  | 相楽晴子       | 素直でいたいネ             | 5月17日  |
| 5月24日  | かたせ梨乃     | OL役で混乱                 | 5月24日  |
| 5月31日  | 和田アキ子     | 宴会の悲劇…                | 5月31日  |
| 6月7日   | KAN            | 爆笑悩めるカンの結婚観     | 6月7日   |
| 6月14日  | 夏木マリ       | 文珍さんに恋心?            | 6月14日  |
| 6月21日  | 三上博史       | 役者三上博史が問う監督術   | 6月21日  |
| 6月28日  | 佐野量子       | 佐野量子を襲う怪現象…?     | 6月28日  |
| 7月5日   | 舛添要一       | (秘)話 朝まで生テレビ      | 7月5日   |
| 7月12日  | 山本集         | 富士に挑む闘魂画家         | 7月12日  |
| 8月2日   | 西村知美       | えッ・西村知美が銃撃戦?    | 8月2日   |
| 8月9日   | 梅沢富美男     | 涙のジゴロ魂               | 8月9日   |
| 8月16日  | 羽野晶紀       | にっくき箕面猿…            | 8月16日  |
| 8月23日  | 亀山忍         | あの兄を越える時…          | 8月23日  |
| 8月30日  | マッスル北村   | 主食は卵30個               | 8月30日  |
| 9月6日   | 的場浩司       | 赤面のワケは…?的場浩司     | 9月6日   |
| 9月13日  | 深作欣二       | 巨匠の銀幕秘話…深作欣二    | 9月13日  |
| 9月20日  | 畠田理恵       | 意外スピード狂の畠田理恵   | 9月20日  |
| 9月27日  | 哀川翔         | 社長同士の心意気・哀川翔   | 9月27日  |
| 10月4日  | 国生さゆり     | 経験したかな?国生さゆり    | 10月4日  |
| 10月18日 | 松原千明       | 松原千明と子育て論争で白熱 | 10月18日 |
| 10月25日 | 日向薫         | 女としての喜び?日向薫      | 10月25日 |
| 11月1日  | 大沢樹生       | 女性遍歴80倍?大沢樹生      | 11月1日  |
| 11月8日  | 諸星由美       | OL競馬物語?                | 11月8日  |
| 11月15日 | 石原良純       | ワガママ人生術・石原良純   | 11月15日 |
| 11月22日 | 武田久美子     | 脱ぐときゃ脱ぐ武田久美子   | 11月22日 |
| 11月29日 | ジョニー大倉   | キャロル秘話               | 11月29日 |
| 12月6日  | 青木三兄弟     | 国際A級トーク              | 12月6日  |
| 12月13日 | 喜多嶋舞       | ハイスクール物語           | 12月13日 |
| 12月20日 | 大村崑         | コンちゃんの夢             | 12月20日 |
| 12月27日 | 江木俊夫       | 社長、出番です             | 12月27日 |

#### 1993年
| 関西放送 | ゲスト         | 副題                           | 関東放送 |
| -------- | -------------- | ------------------------------ | -------- |
| 1月3日   | 高野照子       | 恐怖ナニワのガンジス娘…?       | 1月3日   |
| 1月10日  | 中田ボタン     | ボクらが元祖アイドル漫才師     | 1月10日  |
| 1月17日  | 城戸真亜子     | トボケ顔がグー                 | 1月17日  |
| 1月24日  | 岩下志麻       | 覚悟しいや・岩下志麻見参       | 1月24日  |
| 1月31日  | 永島昭浩       | 熱狂Jリーグ・ガンバ永島        | 1月31日  |
| 2月14日  | 羽田孜         | ミスター政治改革               | 2月14日  |
| 2月21日  | 大澄賢也       | 踊る夫婦愛?                    | 2月21日  |
| 2月28日  | 黒田福美       | 黒田福美のからーい話           | 2月28日  |
| 3月7日   | 夏木陽介       | 砂漠のサバイバル               | 3月7日   |
| 3月14日  | 香坂みゆき     | 女はバツイチから               | 3月14日  |
| 3月21日  | 小金沢昇司     | 北島一家の新星                 | 3月21日  |
| 3月28日  | 大槻ケンヂ     | 大槻ケンヂの超常現象観察       | 3月28日  |
| 4月4日   | 工藤静香       | 今夜ファン宣言・工藤静香       | 4月4日   |
| 4月11日  | 斉藤慶子       | 31歳独身の謎は?                | 4月11日  |
| 4月18日  | 門田博光       | 男一匹バット人生               | 4月18日  |
| 4月25日  | 井上晴美       | 早く結婚したい                 | 4月25日  |
| 5月2日   | 蔵間           | 愛のツッパリ教えます           | 5月2日   |
| 5月9日   | 生稲晃子       | 人と同じは嫌い                 | 5月9日   |
| 5月16日  | ダチョウ倶楽部 | イジメられっ子集団(秘)話       | 5月16日  |
| 5月23日  | 田中美奈子     | 運命の出会い                   | 5月23日  |
| 5月30日  | ゆうゆ         | 今夜は発表?ゆうゆの収入        | 5月30日  |
| 6月6日   | 朝本千可       | ジャズを知る夜                 | 6月6日   |
| 6月13日  | ジェームス三木 | 仮面告白?                      | 6月13日  |
| 6月20日  | うじきつよし   | 音楽やめた                     | 6月20日  |
| 6月27日  | 角川春樹       | 7つの顔を持つ?                 | 6月27日  |
| 7月4日   | 大鶴義丹       | 最も危ない男?                  | 7月4日   |
| 7月11日  | マルシア       | サンバ・ガンバ                 | 7月11日  |
| 7月25日  | 岡本佳織       | 8年ぶりに再会                  | 7月25日  |
| 8月1日   | 朝丘雪路       | 私は天然記念物                 | 8月1日   |
| 8月8日   | 大前研一       | 燃えよ維新の志                 | 8月8日   |
| 8月15日  | 中田カウス     | 芸術で磨く漫才                 | 8月15日  |
| 8月22日  | 南野陽子       | 私が誤解される理由             | 8月22日  |
| 8月29日  | ちはる         | いま恋してるの                 | 8月29日  |
| 9月5日   | 佐藤嗣麻子     | ロンドン事件簿                 | 9月5日   |
| 9月12日  | 大竹まこと     | 私が怒る理由…                  | 9月12日  |
| 9月19日  | 松村邦洋       | アポなしのイジメ               | 9月19日  |
| 9月26日  | B.C.G.         | お立ち台クラブだ               | 9月26日  |
| 10月3日  | 佐竹雅昭       | マニアック格闘家               | 10月6日  |
| 10月10日 | 可愛かずみ     | 悪女を目指せ                   | 10月13日 |
| 10月17日 | マイケル富岡   | 怪しい男??                     | 10月20日 |
| 11月7日  | 太平サブロー   | 涙の復帰劇?                    | 11月3日  |
| 11月14日 | 田中律子       | 今夜あの話…?                   | 11月17日 |
| 11月21日 | 安岡力也       | 筋金入り怖い人?                | 11月24日 |
| 11月28日 | 横山ノック     | 紳助！君も出馬しなさい!!       | 12月1日  |
| 12月5日  | 越前屋俵太     | 芸能界の“ポルポト派”           | 12月8日  |
| 12月12日 | 飯島直子       | 不倫はもうイヤ！過去の恋を告白 | 12月15日 |
| 12月19日 | 辰吉丈一郎     | 引退はしない！                 | 12月22日 |
| 12月26日 | 山口美江       | 絶対私の方がキレイ好き！       | 12月29日 |

#### 1994年
| 関西放送 | ゲスト             | 副題                                     | 関東放送 |
| -------- | ------------------ | ---------------------------------------- | -------- |
| 1月9日   | 日出郎             | 必見・新ハーフ講座                       | 1月10日  |
| 1月16日  | 長野智子           | 同窓会みたいだネ                         | 1月17日  |
| 1月23日  | ローリー寺西       | 人生論?                                  | 1月24日  |
| 1月30日  | そのまんま東       | 浮気は公認?                              | 1月31日  |
| 2月6日   | 中山秀征           | スター願望が命                           | 2月7日   |
| 2月13日  | 友川かずき         | 発見・自由人間                           | 2月14日  |
| 2月20日  | 飯星景子           | あれはあれでね…                          | 2月21日  |
| 2月27日  | 上田力             | 残留日本人兵を救え                       | 2月28日  |
| 3月6日   | 加藤久             | Jリーグの裏側                            | 3月7日   |
| 3月13日  | 向井亜紀           | レスラーの妻は…                          | 3月14日  |
| 3月20日  | 坂田利夫           | 死ぬまでアホの坂田を演じたい！           | 3月21日  |
| 3月27日  | 原田哲也           | 23歳の世界チャンピオン・ライダー！       | 3月28日  |
| 4月3日   | 野々村真 他        | お色気ムンムン温泉ツアー                 | 4月4日   |
| 4月10日  |                    | 300回記念・雪上ゲーム                    | 4月11日  |
| 4月17日  | 吉野敬介           | 当世人気講師、受験の極意                 | 4月18日  |
| 4月24日  | みうらじゅん       | 噂の真相                                 | 4月25日  |
| 5月1日   | 梁島幸子           | 競艇のイロハ                             | 5月2日   |
| 5月8日   | 秋本奈緒美         | 強い女の裏側                             | 5月9日   |
| 5月15日  | 徳光和夫           | 不良アナの告白?                          | 5月16日  |
| 5月22日  | 菅原文太           | 文太兄貴の生き様                         | 5月23日  |
| 5月29日  | 熊谷真実           | 誰か結婚して                             | 5月30日  |
| 6月5日   | デーブ・スペクター | 日本愛                                   | 6月6日   |
| 6月12日  | 井森美幸           | 競馬こそ恋人?                            | 6月13日  |
| 6月19日  | 奥山和由           | 映画の裏 教えます                        | 6月20日  |
| 6月26日  | 藤山直美           | 亡き父に捧ぐ芸                           | 6月27日  |
| 7月3日   | 牧謙次郎           | 新フォークの時代                         | 7月4日   |
| 7月10日  | 小川知子           | 私は恋多き女?                            | 7月11日  |
| 7月24日  | 宮路年雄           | 飛んでバッタ屋?                          | 7月25日  |
| 7月31日  | 杏子               | 「誤解をとく」紳助に嫌われていた!?       | 8月1日   |
| 8月7日   | やくみつる         | 珍品鑑定会                               | 8月8日   |
| 8月14日  | セルジオ越後       | Jリーグの父が語る日本サッカーの未来      | 8月15日  |
| 8月21日  | グレートサスケ     | リングに賭ける夢                         | 8月22日  |
| 8月28日  | 友川かずき         |                                          | 8月29日  |
| 9月4日   | 電撃ネットワーク   | 過激王                                   | 9月5日   |
| 9月11日  | アジャコング       | いじめられ                               | 9月12日  |
| 9月18日  | K2                 | 失恋が結んだ危ない友                     | 9月19日  |
| 9月25日  | 結城哲也           | 吉本(秘)裏話公開                         | 9月26日  |
| 10月2日  | 城之内早苗         | 演歌的人生よ                             | 10月3日  |
| 10月16日 | 熊谷真美           | 誰か結婚して                             | 10月17日 |
| 10月23日 | 赤井英和           | 男の友情とは?                            | 10月24日 |
| 10月30日 | 山本美憂           | 人気Jリーガーとのロマンス告白！          | 10月31日 |
| 11月6日  | 中田久美           | バレーと結婚と                           | 11月7日  |
| 11月13日 | デューク・エイセス | 男声の美                                 | 11月14日 |
| 11月20日 | 岩屋毅             | 選挙での落選体験から返り咲きに向ける決意 | 11月21日 |
| 11月27日 | 白竜               | 個性派俳優・白竜の秘められた素顔         | 11月28日 |
| 12月4日  | 菜津子             | 怪しい倒錯の世界に紳助絶句！             | 12月5日  |
| 12月11日 | 永井明             |                                          | 12月12日 |
| 12月18日 | 桑名正博           | ボランティアに目覚めた永遠の不良ロッカー | 12月19日 |
| 12月25日 | 森田正光           | 専門家が語る“気象の不思議”               |          |

#### 1995年
| 関西放送 | ゲスト                 | 副題                                                 | 関東放送 |
| -------- | ---------------------- | ---------------------------------------------------- | -------- |
| 1月8日   | 坂田和人               | 世界レベル・GPレーサー                               | 1月9日   |
| 1月15日  | 中松義郎               | 頭のよくなる番組                                     | 1月16日  |
| 1月22日  | 仲野茂                 | 筋金入りのロック魂                                   | 1月23日  |
| 1月29日  | 篠原涼子               | 理想の男性像はシルベスター・スタローン！             | 1月30日  |
| 2月5日   | 大島渚                 | 今日はほえません?                                    | 2月6日   |
| 2月12日  | 尾形誠規               | 裏の世界教えます                                     | 2月13日  |
| 2月19日  | 円広志                 | 今明かされる奇行癖                                   | 2月20日  |
| 2月26日  | 夏樹陽子               | バツ2は最低?                                         | 2月27日  |
| 3月5日   | 石川剛                 | 日本一小さな車を作る男達                             | 3月6日   |
| 3月12日  | 遠藤誠                 | 死んでから有名に…                                    | 3月13日  |
| 3月19日  | 上田正樹               | しゃあないよな                                       | 3月20日  |
| 3月26日  | 友川かずき             |                                                      | 3月27日  |
| 4月2日   | 崔洋一                 | 映画作りの楽しさを存分に語る                         | 4月3日   |
| 4月9日   | 岡林信康               |                                                      | 4月10日  |
| 4月16日  | 大仁田厚               | 涙のカリスマ、引退目前の心境は?                      | 4月17日  |
| 4月23日  | 中尾ミエ               | 芸能生活35年、結婚に関する哲学                       | 4月24日  |
| 4月30日  | 中島誠之助             | 骨董品談義を展開                                     | 5月1日   |
| 5月7日   | 今井雅之               | 俳優の地位向上を目指してユニークな演技論を展開       | 5月8日   |
| 5月14日  | 蛭子能収               |                                                      | 5月15日  |
| 5月21日  | 美保純                 |                                                      | 5月22日  |
| 5月28日  | 大谷昭宏               | 地元の暴力団や不良少年らの取り組む姿に感動           | 5月29日  |
| 6月4日   | 風見しんご             | 幸せな家庭を築くコツとは?                            | 6月5日   |
| 6月11日  | 中嶋悟                 | 名レーサー復活!?                                     | 6月12日  |
| 6月18日  | 西川峰子               | 貧しかった少女時代を振り返る                         | 6月19日  |
| 6月25日  | 桃井かおり             | 都会の生活に疲れて八ヶ岳へ移住                       | 6月26日  |
| 7月2日   | To Be Continued        | 下積み時代を振り返る                                 | 7月3日   |
| 7月9日   | 戸川純                 | そのキャラで日本経済を語るとは                       | 7月10日  |
| 7月16日  | 細川俊之               | 男は浮気する動物                                     | 7月17日  |
| 7月30日  | 福田登夫 福田一浩      | ナイフ親子職人が力説する正しいナイフの万能性         | 7月31日  |
| 8月6日   | 李麗仙                 | 舞台役者の心構えを説く                               | 8月7日   |
| 8月13日  | 具志堅用高             | 辰吉丈一郎の復帰に期待                               | 8月14日  |
| 8月20日  | 獣神サンダー・ライガー | プロレスに目覚めたきっかけと入門秘話                 | 8月21日  |
| 9月3日   |                        | 鈴鹿8耐総集編                                        | 9月4日   |
| 9月10日  | 堀紘一                 | 戦後50年の日本の総括                                 | 9月11日  |
| 9月24日  | 中西圭三               | 人気ミュージシャンの意外な本音とは?                  | 9月25日  |
| 10月1日  | トミーズ               | 不運をバネに成功                                     | 10月2日  |
| 10月8日  | 三井ゆり               | 紳助さん、マラソンで負けたらなんでもします           | 10月9日  |
| 10月15日 | 松木安太郎             | Jリーグ表と裏                                        | 10月16日 |
| 10月22日 | 大川豊                 | 独特の金銭哲学                                       | 10月23日 |
| 10月29日 | 高野孟                 | 混迷する世紀末の世界を縦横無尽に斬る                 | 10月30日 |
| 11月5日  | 加藤紀子               |                                                      | 11月6日  |
| 11月12日 | 片岡鶴太郎             | 戦友・片岡鶴太郎の当時明かさなかった胸中を告白！     | 11月13日 |
| 11月19日 | 天本英世               | 希代の怪優・天本英世が平和ボケした現代ニッポンを斬る | 11月20日 |
| 11月26日 | 加藤茶                 | “不倫騒動”に大慌て！                                 | 11月27日 |
| 12月3日  | 小林恵子               | 美人マジシャンが鮮やかなテクニックを披露             | 12月4日  |
| 12月10日 | ベンガル               | 初恋や初デート、性への目覚めなど思春期の思い出を語る | 12月11日 |
| 12月17日 | ぜんじろう             | 紳助が恋の手ほどきをレクチャー                       | 12月18日 |
| 12月24日 |                        | 総集編                                               |          |

#### 1996年
| 関西放送 | ゲスト                       | 副題                                                | 関東放送 |
| -------- | ---------------------------- | --------------------------------------------------- | -------- |
| 1月7日   | 田中康夫                     | 人気作家・田中康夫が女性遍歴を激白!?                | 1月8日   |
| 1月14日  | 渡辺えり子                   | 女優・渡辺えり子がアツアツの新婚生活を語る          | 1月15日  |
| 1月21日  | 白石ひとみ 吉野真理 寺田弥生 | AV女優5人の本音                                     | 1月22日  |
| 1月28日  | 浅草キッド                   |                                                     | 1月29日  |
| 2月4日   | 角盈男                       | 角盈男がプロ野球の未来を祈り大胆発言！              | 2月6日   |
| 2月11日  | 高島礼子                     | 映画初主演のプレッシャーに震える美人女優            | 2月13日  |
| 2月18日  | 森田実                       | 政治評論家・森田実が日本の現状を語る                | 2月20日  |
| 2月25日  | 山崎邦正 キャイ〜ン 出川哲朗 | 芸能界での将来の不安を告白                          | 2月27日  |
| 3月3日   | 阿藤海                       | 個性派俳優・阿藤海が語る役者への道                  | 3月4日   |
| 3月10日  | 研ナオコ                     | 芸能生活26年目・研ナオコがアイドルの素顔を暴露！    | 3月11日  |
| 3月17日  | 渡辺満里奈                   | おニャン子からオトナのオンナへ                      | 3月18日  |
| 3月24日  | 円谷一夫                     | ウルトラマン誕生30周年                              | 3月25日  |
| 3月31日  | 坂崎幸之助                   | 懐かしのフォークソングにまつわる思い出              | 4月4日   |
| 4月7日   | 神取忍                       | ゴツい身体に隠された女性のココロとは?               | 4月11日  |
| 4月14日  | 三代目魚武濱田成夫           | 多様な肩書きをもつ“芸術家”                          | 4月18日  |
| 4月21日  | 男同志                       | 超過激！酒乱でホモの男同志が登場                    | 4月25日  |
| 4月28日  | 古川益三                     | 古本マンガの権威が語る商売の神髄                    | 5月2日   |
| 5月5日   | 川田龍平                     | 薬害エイズと闘う青年の怒りと決意                    | 5月9日   |
| 5月12日  | 広田玲央名                   |                                                     | 5月16日  |
| 5月19日  | 藤竜也                       | ベテラン俳優の役作りの秘訣                          | 5月23日  |
| 5月26日  | 鳥羽一郎                     | 演歌歌手・鳥羽一郎が海の男だった頃                  | 5月30日  |
| 6月2日   | 真弓明信                     | 古巣タイガースへのキビしい提言                      | 6月6日   |
| 6月9日   | 飯島愛                       | 紳助とは兄妹の関係?飯島愛、爆笑トーク               | 6月13日  |
| 6月16日  | 小田啓二                     | ボランティアの自衛組織代表・小田啓二が語る自衛とは? | 6月20日  |
| 6月23日  | 枝野幸男                     | 若手代議士が語る“よりよい日本”                      | 6月27日  |
| 6月30日  | 後藤芳徳                     | 青年実業家が語る風俗業界で成功する方法              | 7月4日   |
| 7月7日   | 阿部典史                     | GPライダー・阿部典史、21歳の野望とは?               | 7月11日  |
| 7月14日  | 中野英雄                     | “チョロ”はいい人だが!?                              | 7月18日  |
| 7月28日  | やしきたかじん               | やしきたかじん登場                                  | 8月1日   |
| 8月4日   | 河内家菊水丸                 | 河内音頭の家元・河内家菊水丸が明かす舞台裏          | 8月8日   |
| 8月11日  | C.C.ガールズ                 | 新生C.C.ガールズが語る恋愛と結婚                    | 8月15日  |
| 8月18日  | 小泉純一郎                   | 紳助“憧れの政治家”が日本の政治を説く                | 8月22日  |
| 8月25日  | 三上寛                       | フォーク無頼の人生                                  | 8月29日  |
| 9月1日   | 高橋伴明                     | 日本の映画界、再生の道とは?                         | 9月5日   |
| 9月8日   | 山路徹                       | マスコミ人は真実を伝えるのが使命！                  | 9月12日  |
| 9月15日  | 今喜多代 松本竜介            | 紳助(秘)弟子時代                                    | 9月19日  |
| 9月22日  | 高木美保                     | 紳助の女性観は変!?                                  | 9月26日  |
| 9月29日  | 薬師寺保栄                   | 薬師寺保栄、芸能界の厳しさにもまれる                |          |

## スタッフ
- 構成：北吉洋一、宇田川泰功
- TD：毛利敏彦
- VE：三代田俊雄、竹内荘七
- VTR：小宮幸雄
- カメラ：加瀬俊弘、樋田昌利、富田武司
- 音声：小林清人、鎌沢清盛
- 照明：川口祐司
- 美術：小池光春
- ヘア・メーク：山田かつら
- 編集：IMAGICA品川ビデオ・センター（岩立登志雄、太田友康）
- 収録：浜町スタジオ
- 技術協力：八峯テレビ、彩光
- 美術協力：ちとせ舞台
- AD：郷原孝（SPIRIT）
- ディレクター：松永貞雄（SPIRIT）
- プロデューサー：岡田吉雄（ABC）
- 制作協力：Spirit
- 制作著作：ABC（朝日放送）